# Skördetröska

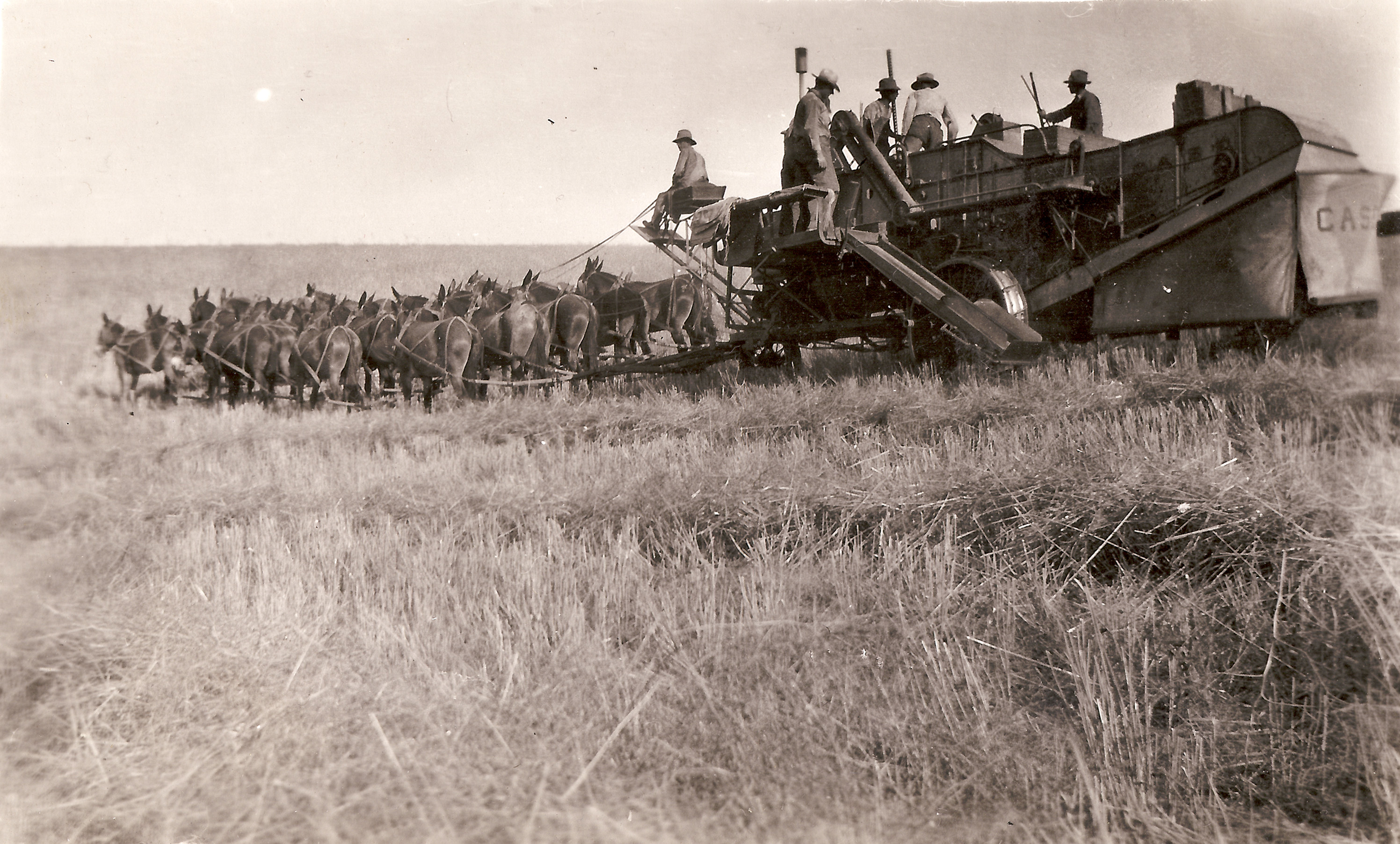
Äldre skördetröska dragen av mulor. USA omkring 1912.

Tröskning med en John Deere 9880 STS.

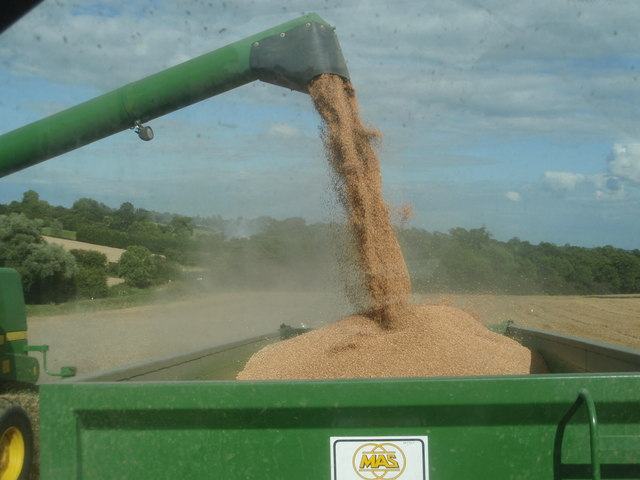
Vete töms från en skördetröska till en fältvagn.

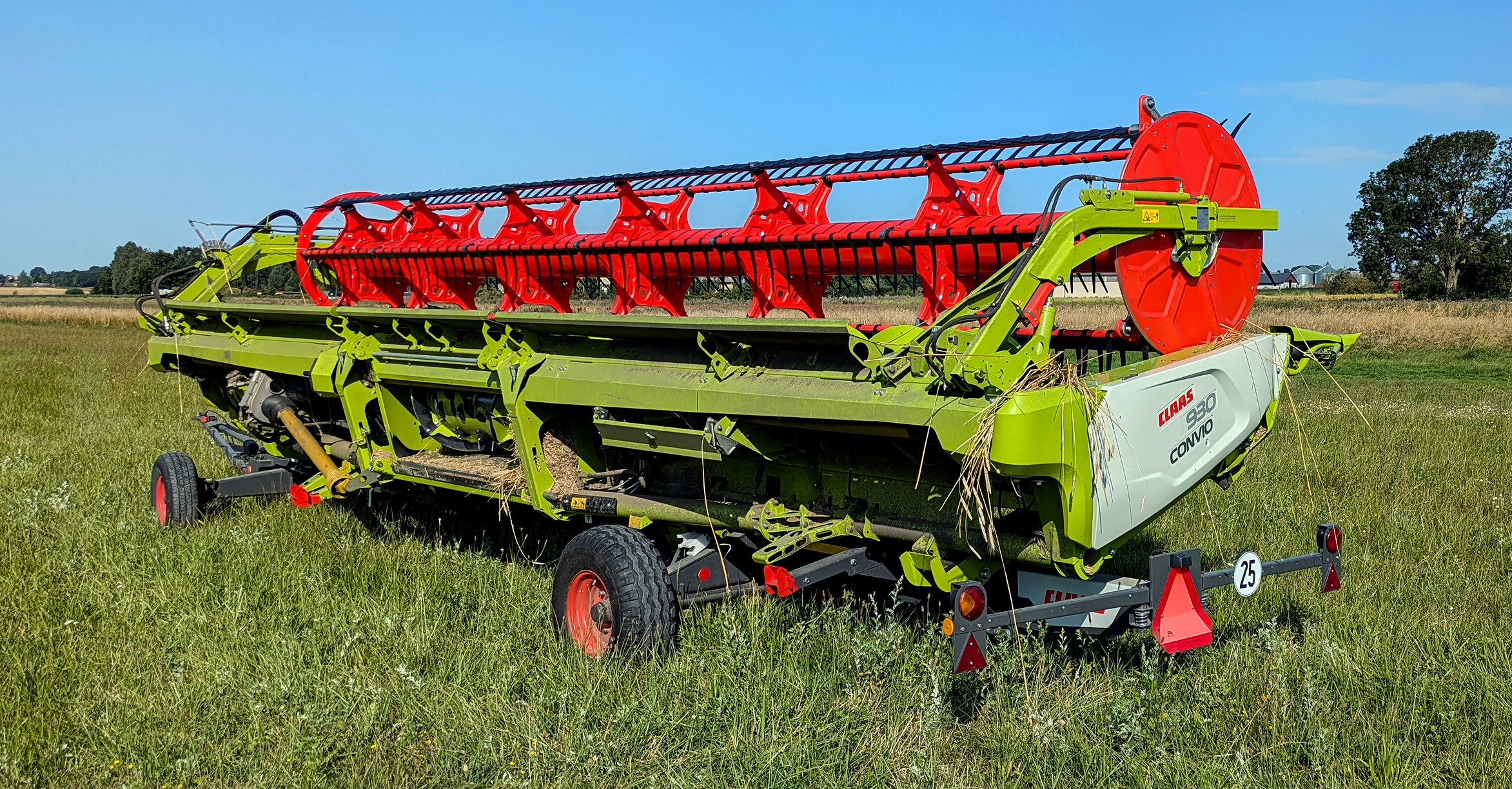
Ett skärbord med en bredd av 930 cm av fabrikatet Claas på en transportvagn.

En skördetröska (eller bara tröska) är en typ av jordbruksredskap som används i jordbruk för att skörda, tröska och rensa spannmål såsom vete, havre, korn, råg, raps, majs, ris, och sojabönor. Skördetröskan räknas till de mest arbetskraftsbesparande uppfinningarna genom tiderna och har allena bidragit till att drastiskt minska andelen av befolkningen som arbetar i jordbruket.
En skördetröska består, i all väsentlighet, av ett skärbord och ett tröskverk. Skärbordet, vars bredd anges i fot eller centimeter, skär av grödan och matar in den i tröskverket där kornen avskiljs från halm och boss. Halmen kan antingen hackas, varvid den finfördelas och sprids ut jämnt över tröskans arbetsbredd, eller matas ut i en sträng som senare kan tillvaratas. Den tröskade varan lagras i en tank som med jämna mellanrum måste skruvas ut i väntande vagnar. I Sverige behöver vanligen den nytröskade spannmålen torkas ner till en för långtidslagring säker torrsubstanshalt omedelbart efter skörd. Detta sker antingen i en torkanläggning på gården eller i en central spannmålssilo.
Avgörande för en tröskas kapacitet är snarare tröskverket än skärbordsbredden, eftersom det är tröskverket som avgör hur snabbt tröskan kan framföras utan att spillet blir oacceptabelt stort. Breda skärbord bogseras efter tröskan på en för ändamålet avsedd vagn vid förflyttningar på allmän väg.
Moderna, större tröskor är mycket kostsamma i inköp vilket i kombination med att de bara kan användas under några få hektiska skördeveckor per år ger en kostnad per arbetstimme som överstiger timpriset för nästan alla andra typer av jordbruksredskap och traktorer. Kostnaden per kilo skördad säd är dock begränsad och beräknas till 10-15 öre per kilo. Tröskorna kan idag ha finesser som exempelvis skördekartering (kartläggning av skördeutfall med GPS), automatisk lutning av skärbord och tröskverk i sluttningar, samt automatisk styrning och inställning av tröskans parametrar. 
De största varumärkena idag är John Deere, Claas, Deutz-Fahr, Sampo-Rosenlew, Massey-Ferguson och New Holland. Bland tidigare trösktillverkare kan Clayson, Volvo BM, Olléns med flera nämnas.

## Funktion
Bilden föreställer en skördetröska i genomskärning och dess olika delar:
Föraren sitter i en hytt (18) med god utsikt över skärbordet. Hytten är placerad ovanför de stora, brett placerade, drivande framhjulen. Styrningen sker med de mindre, tätt placerade bakhjulen. Konstruktionen ger en minimal vändradie.
Skörden skärs av och samlas in av ett skärbord längst fram på tröskan. Skärbordet är för det mesta betydligt bredare än själva tröskan och är därför oftast avtagbart för att kunna transporteras efter tröskan på en vagn. In i skärbordet matas den stående eller ibland liggande säden in av en roterande kamhaspel (1) mot knivarna (2) som skär av strået nära marken. En inmatningsskruv (3) skruvar in säden in mot mitten till inmatningselevatorn (4).
Inmatningselevatorn (4) matar upp skörden till tröskverket (5-9), vars uppgift är att skilja sädeskornen från sina skal, som kallas agnar, och strået som nu kallas halm. Tröskcylindern (6) roterar fort och slår ut kärnorna igenom den underliggande gallerliknande slagskon (7). Halmcylindern (21) ser till att halmen inte lindas rund tröskcylindern utan fortsättar bakåt. Större delen av kärnorna frånskiljs av tröskcylindern för att sedan hamna på återföringsplanet (9) som för de urtröskade kärnorna samt en del medföljande agnar bakåt mot sållen. Sållen består av ett översåll (11) och ett undersåll (12) som rör sig fram och tillbaks och som med hjälp av en fläkt (10) skiljer de lättare agnarna från de tyngre kärnorna. Härav kommer talesättet "skilja agnarna från vetet". De färdigtröskade kärnorna åker ner i botten av tröskan och transporteras upp till spannmålstanken (16) av spannmålselevatorn (15). Ofullständigt tröskat material som inte kommit igenom undersållet (12) faller ner mot returelevatorn (13) som för materialet tillbaks in i tröskan för att få ett nytt försök att tröskas. Stenfickan (5) fångar stenar så att de inte fortsätter in i tröskan där de kan ställa till skada.
Halmen från tröskcylindern matas bakåt över skakarna (8) som skakar ur lösa kvarvarande kärnor ur halmen för att sedan kastas ut bakom maskinen. Ifall halmen inte ska tas tillvara hackas och sprids den av hacken (17) som består av roterande knivar. Om man ska ta tillvara halmen kopplas hacken bort och halmen får falla direkt ner på backen och bilda en halmsträng. 
När spannmålstanken (16) är full töms den av en utfällbar skruv på vänstersidan av tröskan. Spannmålen töms över till vagnar för att transporteras vidare för lagring.
Tröskans framdrivning och tröskverk drivs av en dieselmotor (19) belägen framför eller bakom spannmålstanken.

## Historik

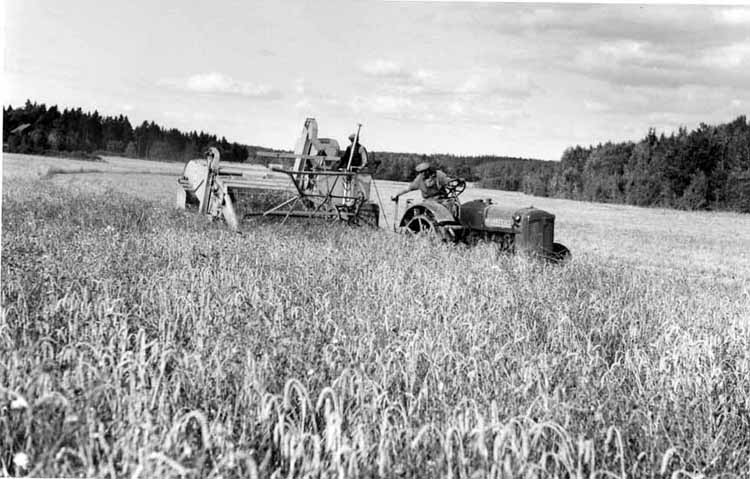
Tröskning med skördetröska, 1951.

Ursprungligen skördades spannmål manuellt först med skära och senare med lie. De avskurna stråna buntades ihop i kärvar. Kärvarna lagrades på logen och tröskades ur med slaga under hösten. Tröskningen ville man oftast vara klar med till jul. Slagan introducerade först i tidig medeltid. Självavläggare ersatte lien och på andra halvan av 1800-talet kom häst- och traktordragna självbindare som rationaliserade skördearbetet genom att maskinellt skära av spannmålen och bunta ihop till kärvar. Själva tröskningen utfördes sedan med stationära tröskverk som oftast var vandringströskverk drivna av djur. Kring år 1870 var det främst de större jordbruken som hade tröskverk, men mindre vandringströskverk spreds snabbt mellan 1870 och 1900 i södra Sverige, medan de var ovanliga i Norrland. De första motorerna i form av lokomobiler och tändkulemotorer kom under 1900-talet. De användes ofta gemensamt av gårdarna. Man bildade tröskföreningar för att ha råd med mobila tröskor som flyttades mellan gårdarna.
De första skördetröskorna, alltså mobila tröskverk som direkt på fältet både skar av och tröskade ur spannmålen, var bogserade, men redan på 1950-talet tog självgående maskiner över. Till en början fylldes spannmålen direkt i säckar på en plattform på sidan av skördetröskan vilket krävde ett visst manuellt arbete att hantera. Senare rationaliserades det till att tröskan fick en spannmålstank som fylldes under tröskningen och som tankades ur till en traktorkärra när den var fylld. Det är den ännu rådande tekniken. På engelska heter skördetröska "combine harvester" vilket kommer av att den just är en kombination av att skära av och tröska spannmålen vilket från början som sagt var två olika moment. 
En person som tidigt insåg fördelarna med skördetröskor och propagerade för dess införande i Sverige var Nils Berglund.
Den första skördetröskan i Sverige av fabrikat International Harvester importerades av Axel Albert Berg von Linde till Axelvolds gård i Axelvold, Svalövs kommun år 1928. Som tidigare nämnts är en skördetröska en dyr maskin, men den är väldigt effektiv och rationaliserar flera jobb som förr krävde mycket fysiskt hårt arbete.
Sommaren 1936 visades den europeiska skördetröskan upp för första gången. På en gård i Tyskland presenterade August Claas en traktordragen maskin som producerade ett flöde på spannmålen. Tröska med tröskbord framtill kom redan i början av 30-talet men konceptet var då för modernt eftersom mycket av den teknik som krävdes: Effektiva traktorer, hydraulik och elektronik ännu inte hade utvecklats. 1936 var det en bogserad skördetröska med sidomonterat skärbord. Den var byggd för att skörda 30 ton vete per dag. Till 1942 tillverkades den sedan i 1450 exemplar. Självgående skördetröskor med inbyggd motor kom 1953. De modernaste tröskorna skördar 100 ton vete i timmen. De är utrustade med 12 meters skärbord och är GPS-styrda.